# Îles Wakatobi
Les îles Wakatobi (Kepulauan Wakatobi) sont un archipel situé au sud-est de l'île indonésienne de Célèbes.
Administrativement, l'archipel forme un kabupaten (département) dans la province de Sulawesi du Sud-Est. Le chef-lieu du kabupaten est située sur l'île de Wangi-Wangi. Elle y a été établie en vertu de la loi de la république d'Indonésie numéro 29 de 2003, datée du 18 décembre 2003. Elle a une superficie de 823 kilomètres carrés et, en 2011, avait une population de 94 846 habitants.
Wakatobi est aussi le nom d'un parc national créé en 1996, avec une superficie totale de 1,39 million d'hectares. Il se compose de la biodiversité et des récifs coralliens marins et possède une condition et une échelle qui occupent une des plus hautes prioritées de la conservation marinière en Indonésie.
Le nom « Wakatobi » est un acronyme formé des premières syllabes respectives de WAngi-Wangi, KAdelupa, TOmia et BInongko, les quatre plus grandes des îles Tukang Besi. Il a été créé en 2003.

## Histoire de la région
Avant de devenir une région autonome, le kabupaten de Wakatobi était connu sous le nom d'« îles Tukang Besi ».

### La période pré-indépendante
Dans la période pré-indépendante, Wakatobi était sous l'autorité du Sultanat de Buton.

### La période poste-indépendante
Après que l'Indonésie ait obtenu son indépendance, et que le Sulawesi du Sud-Est a été créé en tant que province, la région de Wakatobi n’a seulement obtenue que le statut de district dans le territoire du kabupaten de Buton.

### La période de la réforme
Le 18 décembre 2003, Wakatobi a été officiellement désigné comme un des nouveaux kabupaten créés à Sulawesi du Sud-Est en vertu de la loi No. 29 de 2003 portant établissement des kabupaten de Bombana, Wakatobi et de Kolaka du Nord.
Lors de son premier établissement, Wakatobi était seulement composée de cinq kecamatan (districts), à savoir Wangi-Wangi, Wangi du Sud, Kaledupa, Tomia et Binongko. En 2005, en vertu du règlement du kabupaten de Wakatobi No. 19 de 2005, le kecamatan de Kaledupa du Sud a été créé, et, en vertu du règlement No. 20, celui de Tomia de l'Est. En 2007, en vertu du règlement No. 41, le kecamatan de Togo Binongko a été établi, ce qui porte le nombre total de kecamatan à Wakatobi à 8, qui ont ensuite été divisés en 25 kelurahan (sous-districts) et 75 desa (villages).

### Le gouvernement au début de l'établissement du région
Le gouvernement de Wakatobi en tant que région autonome a été officiellement marqué par l'inauguration de Syarifudin Safaa comme bupati provisoire de Wakatobi du 19 janvier 2004 au 19 janvier 2006. Il a ensuite été remplacé par L. M. Mahufi Madra comme substitut du 19 janvier 2006 au 28 juin 2006.

### Le gouvernement issu de l’élection du chef régional
Sur la base des résultats de l’élection direct du chef régional, le bupati et le vice-bupati, M. Hugua et Ediarto Rusmin, ont été inaugurés, le 28 juin 2006, par le gouverneur de Sulawesi du Sud-Est, Ali Mazi, au nom du ministre de l'Intérieur et en vertu de l'arrêté ministériel du Ministre de l'Intérieur Numéro 132.74-314 daté du 13 juin 2006 relative à la confirmation de la nomination de M. Hugua comme bupati de Wakatobi, et en vertu de l'arrêté ministériel du Ministre de l'Intérieur No. 132.74-315 daté du 13 juin 2006 relative à la confirmation de la nomination de Ediarto Rusmin comme vice-bupati de Wakatobi pour la période de 2006-2011.
La direction régionale de Wakatobi est actuellement assumée par le tandem de Ir. Hugua comme bupati et H. Arhawi SE comme adjoint, à partir de leur inauguration par le gouverneur de Sulawesi du Sud, Nur Alam, le 28 juin 2011 au nom du ministre de l'Intérieur et en vertu de l'arrêté ministériel du 132.74-403, daté du 30 mai 2011 sur la confirmation de la nomination de M. Hugua comme bupati de Wakatobi et de M. Arhawi comme vice-bupati de Wakatobi pour la période de 2011-2016.

## État de la région

### Emplacement
Wakatobi est un archipel qui se trouve au sud de l'île de Sulawesi. Il se trouve au sud de l'équateur, qui s'étend longitudinalement à partir du 5° 12′ à 6° 25′ sud (plus de ±160 km) et transversant latitudement du 123° 20′ à 124° 39′ est (plus de ±120 km).

### Superficie
La superficie du kabupaten de Wakatobi est de 823 kilomètres carrés, alors que celle de ses eaux est estimée à environ 17 554 kilomètres carrés.
| Bords | Région                                           |
| ----- | ------------------------------------------------ |
| Nord  | Kabupaten de Buton et kabupaten de Buton du Nord |
| Sud   | Mer de Flores                                    |
| Ouest | Kabupaten de Buton                               |
| Est   | Mer de Banda                                     |

### Climat
Wakatobi est doté de deux saisons, la saison pluvieuse et la saison sèche, tout comme dans les autres régions de l'Indonésie. Généralement, la terre à Wakatobi est située à une hauteur de 3 à 350 mètres au-dessus du niveau de la mer et se trouve en dessous de l'équateur. Par conséquent, il a un climat tropical.

## Démographie régionale

### Population totale
La population de Wakatobi, sur la base du recensement de la population de 2010 a totalisé 92 995 habitants, composée de 44 640 hommes et 48 355 habitants féminins. En 2011, la population a augmenté a 95 712 habitants. Le plus peuplé est le district de Wangi-Wangi Sud avec 25 260 habitants, et le moins peuplée est le district du Togo Binongko avec 4842 habitants.

### Répartition de la population
La population est centrée dans le district de Wangi Wangi du Sud avec 25 260 habitants; District de Wangi Wangi, 24087; District de Kaledupa, 10272; District de Tomia de l'Est, 8688; et dans le District de Binongko, 8621.
La densité moyenne de la population de Wakatobi en 2011 était de 116,30 habitants par kilomètre carré. Pendant ce temps, les quartiers avec les populations les plus denses sont Kaledupa avec 225,76 habitants par kilomètre carré, Tomia avec 150.76 habitants / km2, et Tomia de l'Est avec 127,95 habitants / km2.

### Âge, sexe et origine ethnique
La structure de la population en 2011 a montré que 59,05 pour cent ou 56 010 de la population étaient dans le groupe d'âge productif entre 15 et 64 ans.
La population totale de Wakatobi en 2011, basée sur le sexe, était composée de 45 944 hommes et de 49 768 habitants féminins.
On compte huit ethnies à Wakatobi. Sur la base des données de 2000, sur une population de 87 793, le plus groupe était les Wakatobi (91,33 % du total), les Bajau [7,92 %), les autres groupestotalisant moins de 1 %.

### Emploi
La population en âge de travailler se compose de 70 343 personnes, dont 23 981 sont de sexe masculin ou 34,09 pour cent et 36 362 sont des femmes ou 65,91 pour cent. Il y a un effectif de 40 395 personnes qui se compose de 37 678 personnes employées ou 93.27 pour cent ou 53,56 pour cent des personnes de la population en âge de travailler et 6,73 pour cent de chômage ouvert. Il y a un effectif de 29 408 personnes non-travaillants ou 41,81 pour cent de l'âge de travail qui se compose de 15 740 étudiants ou 53,52 pour cent, et 13 668 personnes qui prennent soin de leurs ménages et autres activités ou 46,48 pour cent.
Vu à partir des domaines de travail qui absorbent la plus grande main-d'œuvre, l'agriculture arrive en tête avec 43 609 personnes ou 61,99 pour cent de la main-d'œuvre, suivis par le commerce avec 15 635 personnes ou 17.02 pour cent, puis les domaines des services, de l'industrie et du transport.

## Géographie
Le kabupaten est bordé :

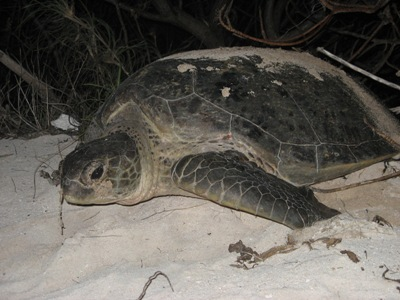
Tortue verte (Chelonia mydas) pondant sur une plage d'Anano, une des îles Wakatobi

- au nord, par ceux de Buton et Buton du Nord ;
- à l'est, par la mer de Banda ;
- au sud, par la mer de Flores ;
- à l'ouest, par le kabupaten de Buton.

## Nature et tourisme
Les îles Wakatobi forment le parc national marin de Wakatobi, créé en 1996. C'est le deuxième d'Indonésie après celui de Taka Bonerate. Sa superficie est de 1,39 million d'hectares. Leurs récifs de coraux font des îles Wakatobi une destination réputée pour les plongeurs.
Le 21 mai 2009, le ministre indonésien des Transports a inauguré l'aéroport de Matahora sur l'île de Wangi-Wangi. Celui-ci est désormais desservi par la compagnie Wings Air depuis Kendari, la capitale provinciale. Des vols réguliers relient également les Wakatobi à Denpasar à Bali.

## Potentiels économiques régionaux

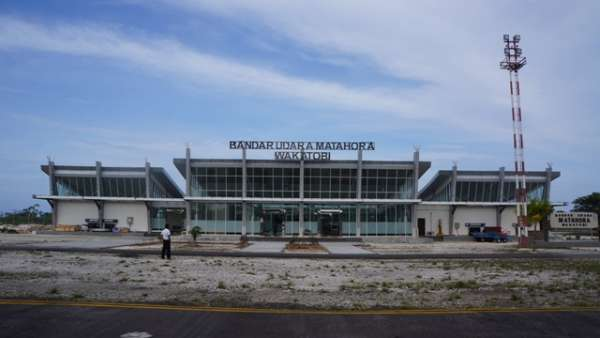
L'aéroport de Matahora à Wangi-Wangi

### Agriculture, plantations et foresterie
Parmi les cultures de cinq plantes pour la nourriture, le manioc produit le rendement le plus élevé avec 40 199 tonnes en 2003. Il est suivi par le maïs avec 1 715 tonnes, la patate douce avec 58 tonnes, le riz et l'arachide avec 8 tonnes et 4 tonnes respectivement.
En 2003, les plus hauts rendements de fruits produits ont été la mangue avec 9229 quintaux, la banane avec 5788 quintaux, et l’orange avec 4134 quintaux. Les légumes les plus produites étaient le haricot long avec 229 quintaux, l’aubergine avec 210 quintaux, le chou frisé avec 205 quintaux, et l'oignon rouge (échalote) avec 160 quintaux.
En 2003, la plus forte production communautaire de plantation étaient 225 tonnes de noix de coco, 59 tonnes de noix de cajou, 8 tonnes de noix de coco hybride, 6 tonnes de cacao, 3 tonnes de café, et 0,35 tonne de noix de muscade.
Le type de la foresterie en 2003 ne se composait que d'une forêt protégée d'une superficie de 11,300 hectares.

#### Élevage et pêche
La grande population de bétail en 2003 ne comprenait que de 308 vaches. Comparativement à la population en 2002, le nombre de vaches a augmenté 60,42 pour cent, à partir de 192 vaches en 2002 à 308 en 2003 vaches.
La petite population de bétail en 2003 consistait seulement en 9789 chèvres. Comparativement à la population en 2002, le nombre de chèvres a diminué de 5,43 pour cent, de 10 351 chèvres en 2002 à 9,789 en 2003 chèvres.
La production de la pêche en 2003 à 17 985,60 tonnes qui se composait de 17 453,60 tonnes de pêches maritimes et 532 tonnes de produits aquacoles marins dans la forme d'algues.

### Industrie et énergie
Jusqu'en 2003, il n'y avait pas eu d'industries de taille grande ou moyenne, il y avait seulement les industries de petite taille et les industries à domicile. Les petites entreprises industrielles se sont élevées à 107 unités avec 514 travailleurs, et les industries à domicile se sont élevées à 1 290 unités à 1 863 travailleurs.
En 2003, le nombre de consommateurs d’électricité d’État a atteint 9 652 clients avec la capacité installée de 6 047 905 VA. Pendant ce temps, la production de l'électricité s'est élevée à 6 278 762 kWh avec la capacité de l'électricité vendue de 5 367 403 kWh et la valeur des ventes atteignant 2 791 737 755 Rp. [Doit référence]

### Commerce
En 2003, le volume des produits de base négociés totalisé 233 650,13 tonnes d'une valeur de 28 639 873 mille Rp. Les produits forestiers ont enregistré les plus fortes ventes pour un montant de 231 529,68 tonnes d'une valeur de 13.761.355 mille Rp. Les produits agricoles, comprenant des cultures vivrières ont affiché la deuxième transactions les plus élevées, atteignant 1 355,29 tonnes d'une valeur de 3.756.470 mille Rp. Pendant ce temps, les produits de base les moins négociés étaient de plantation qui est élevé à 9,59 tonnes d'une valeur de 1.902.403 mille Rp, et suivies par l'élevage bovin qui n'a atteint que 3,95 tonnes d'une valeur de 5,928 mille Rp.

## Potentialités touristiques régionales

### Parc national marin de Wakatobi

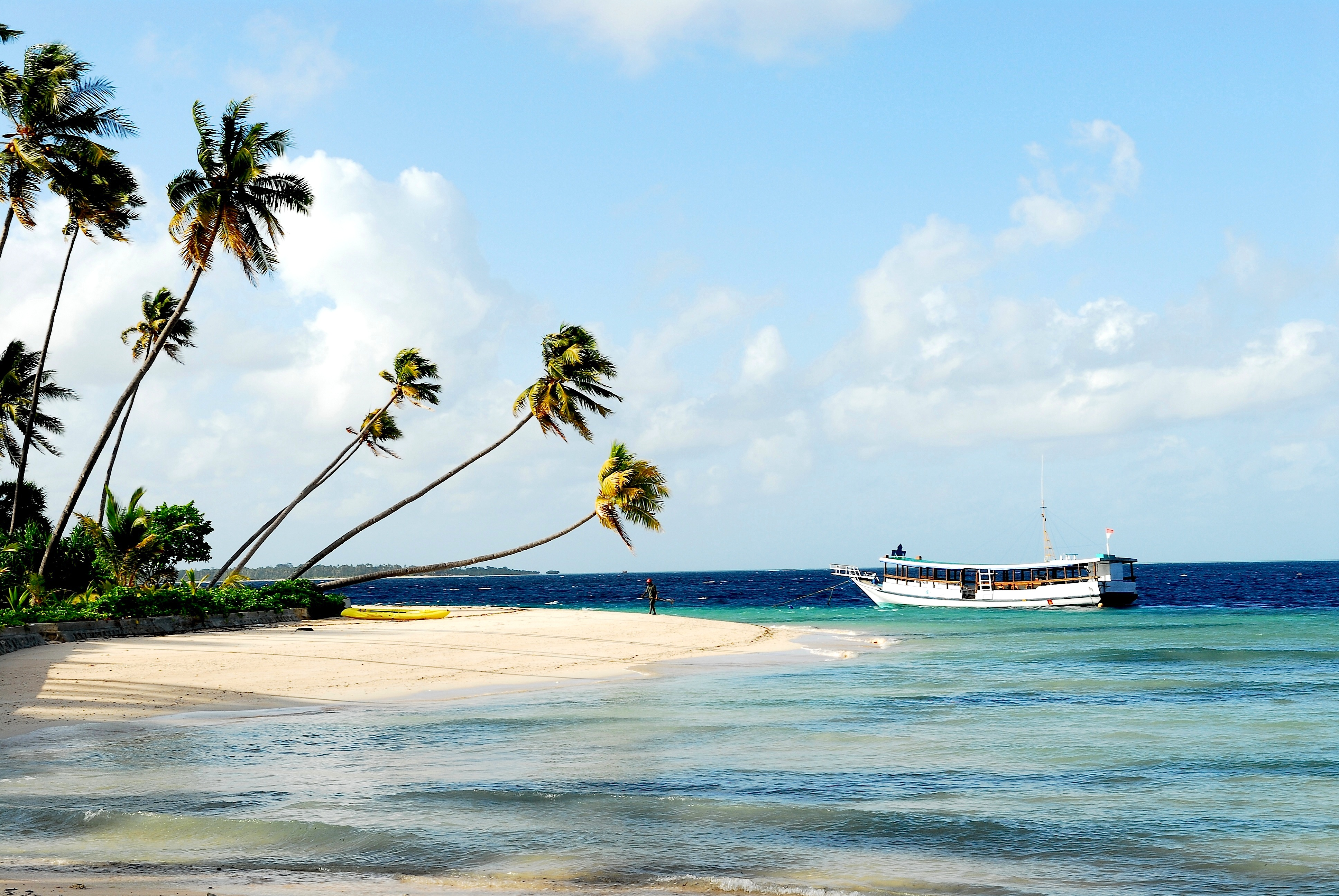
Plage à Wakatobi

Le parc national marin de Wakatobi est l'un des 50 parcs nationaux en Indonésie. Il est devenu officiellement un parc national en 1996 et a une superficie totale de 1,39 million d'hectares. Il possède une biodiversité marine avec une échelle et l'état qui se classe comme l'une des plus hautes priorités en matière de conservation marine en Indonésie. La profondeur des eaux dans ce parc national varie, avec la partie la plus profonde atteignant 1 044 mètres sous le niveau de la mer.
Les caractéristiques du parc sont:
1. récifs coralliens;
2. Les poissons;
3. D'autres animaux;
4. Particularités; et
5. Île Hoga.

### Réserve de biosphère
Wakatobi a été désigné dans le Réseau mondial de réserves de biosphère par le Programme sur l'homme et la biosphère de l'Organisation des Nations unies pour l'éducation, la science et la culture (UNESCO), le 11 juillet 2012. principaux types d'écosystèmes du monde et des paysages représentés dans ce réseau sont consacrées à conservation de la diversité biologique, de promouvoir la recherche et la surveillance, ainsi que la recherche de fournir des modèles de développement durable au service de l'humanité.

## Tours historiques

### Île Wangi-Wangi

#### Fort Tindoi
Fort Tindoi est l'une des destinations culturelles situées dans le district de Wangi-Wangi. Il est situé à environ 5 kilomètres du centre de la ville et peut être atteint en moto ou en voiture en 15 minutes.

#### Le fort Liya et la mosquée Keraton Liya
Le fort Liya est situé dans le village de Liya Togo, dans le kecamatan de Wangi-Wangi Sud. Ce fort est constitué de quatre couches de murs avec 12 lawa (portes), qui servent de portes de sortie pour les redevances du royaume d'interagir avec les roturiers du lieu. La mosquée Keraton Liya y est située.
Fort Liya est situé à 8 kilomètres du chef-lieu du kabupaten et peut être atteint en utilisant moto ou en voiture.

#### Le fort Mandati Tonga
Le fort Mandati Tonga est situé dans le village de Mandati, dans le kecamatan de Wangi-Wangi Sud. Ce fort a une forme rectangulaire avec une superficie d'environ 1 hectare. Le mur le plus fort se situe à environ 7 mètres de haut et est situé dans les sections ouest et sud.

#### Le fort Togo Molengo
Le fort Togo Molengo est perché au sommet du mont Kapota Island. Il peut être atteint en 20 minutes de promenade en bateau à partir de Wangi-Wangi, puis par un trajet de 10 minutes en moto.

#### Phare
Le phare a été construit à l'époque coloniale, en 1901. Cette destination touristique est située dans le village de Waha, à environ 8 km du chef-lieu, et peut être atteinte dans un trajet de 15 minutes de moto.

### Île Kaledupa
Site historique (vieux cimetière et fort).

#### Vieux cimetière et Kamali
Le vieux cimetière et Kamali sont situés dans le village de Pale'a, kecamatan de Kaledupa.

#### Fort Ollo et ancienne mosquée
Le Fort Ollo et la vieille mosquée sont deux sites historiques qui constituent le patrimoine culturel de la société Kaledupa Island, qui jusqu'à présent est toujours maintenu et préservé par la communauté locale.
Dans les locaux du Fort Ollo signifie une mosquée vieille de mesure 6,5 par 7 mètres.

#### Fort La Donda
Fort La Donda Fort est l'un des sites historiques qui constituent un patrimoine culturel de la communauté Kaledupa Island.

### Île Tomia

#### Fort Patuá
Le Fort Patua est un site historique culturel de la communauté Tomia.

#### Fort Suo-Suo
Le Fort Suo-Suo est situé dans le village de Kahianga, kecamatan de Tomia. Il est situé à 3 kilomètres de la capitale du district et peut être atteint par un tour de moto de la capitale du sous-district.

#### Ancienne mosquée Onemay
La vieille mosquée Onemay est situé dans le sous-district Onemay, Tomia District.

### Île Binongko

#### Fort Palahidu
Fort Palahidu Fort l'un des patrimoines historiques de la communauté Binongko qui est situé dans Palahidu Village, Binongko District. Le Fort est niché sur la partie nord falaise de la mer Île Binongko.

#### Fort Wali
Fort Wali est l'un des sites historiques qui constituent un patrimoine de la communauté Togo Binongko.

## Destinations culturelles

### Île Kaledupa
L'île Kaledupa dégage un charme culturel qui est toujours maintenu et préservé par la communauté locale.
Ce qui suit sont des destinations de tourisme culturel qui existent dans l'île Kaledupa.

#### Danses traditionnelles
- LARIANGI DANCE

Lariangi danse est une danse traditionnelle de Kaledupa district qui a été chorégraphiée pour la première fois en 1634 sous le règne du premier roi de Buton, WA KAKA.
- HEBALIA DANCE

Hebalia danse est une danse traditionnelle de Kaledupa district qui a été composée par les chamans locaux dans les temps anciens.
- SOMBO BUNGKALE DANCE

Sombo Bungkale danse est une danse traditionnelle du Sud Kaledupa District, qui est effectuée par douze belles danseuses.

#### Fêtes et traditions coutumières
- KARIA'A COUTUMIER FÊTE

La fête coutumière Karia'a est une tradition typique de la communauté Kaledupa pour marquer l'avènement de l'âge des garçons par la circoncision. Dans cette fête, les garçons sont promenés dans le village sur des civières menées collectivement par 15 à 20 personnes.
- Pencak Silat COUTUMIER TRADITION

La tradition Pencak silat est une tradition coutumière effectué par la communauté Kaledupa.

### Île Tomia
- Safara COUTUMIER FÊTE

La fête coutumière Safara est une fête traditionnelle de la communauté Tomia effectué tous les mois de Safar (mois lunaire islamique).
- BOSE - BOSE TRADITION

Bose - Bose est une tradition réalisée par la décoration de bateaux avec des ornements colorés et de les charger avec des plats culinaires traditionnels, tels que Liwo, puis les parader le long des côtes de Patipelong Quay vers Usuku Quay et jusqu'à un détroit MOBAA, tandis que les gens battent tambours. Cette fête traditionnelle est effectuée dans le but de nettoyer tous les péchés du peuple en les éloignant avec les vagues d'eau de mer.
- SAJO Moane DANCE

Sajo Moane danse est une danse sacrée, exécutée par des danseurs masculins.
- SARIDE DANCE

Saride danse est une danse symbolisant l'unité et la solidarité traditionnelle dans l'achèvement des activités qui sont destinés à l'intérêt public.

### Île Binongko
- Balumpa Danse

Balumpa danse est l'une des danses traditionnelles en provenance de l'île Binongko.

## Événement annuel

### Voile Wakatobi Indonésie
Depuis 2009, Wakatobi a été impliqué dans un événement annuel - comme un réseau de Voile Indonésie - a lieu dans les mois de juillet à août. L'événement consiste en une course de yacht de Darwin grâce à Saumlaki et Banda et visites Wakatobi pendant plusieurs semaines. Pendant les événements, les participants sont accueillis avec des dizaines d'activités, tels que des fêtes accueillantes, des danses, festivals et défilés, et ils sont invités à célébrer la Journée de l'indépendance de l'Indonésie.

## Infrastructure Installations locales

### Éducation
Le nombre de jardins d'enfants en 2003 ont totalisé 22 unités qui sont distribués dans cinq districts avec 47 enseignants et 989 élèves. En 2003, le ratio enseignant-école moyenne 2; le ratio élèves-école en moyenne 45 ans, et le ratio élèves-enseignant en moyenne 21.
Pour l'enseignement primaire, l'année 2003 a enregistré 101 écoles, 684 enseignants et 14 742 étudiants. En 2003, le ratio enseignant-école en moyenne 7; le ratio élèves-école en moyenne 145, et le ratio élève-enseignant en moyenne 22.
Pour l'enseignement secondaire de premier cycle, l'année 2003 a enregistré 16 écoles, 235 enseignants et 4287 élèves. En 2003, le ratio enseignant-école en moyenne 15; le ratio élèves-école en moyenne 268, et le ratio élève-enseignant en moyenne 18.
Pour l'enseignement supérieur de l'école secondaire, l'année 2003 a enregistré 4 écoles, 93 enseignants et 2212 élèves. En 2003, le ratio enseignant-école en moyenne 23; le ratio élèves-école en moyenne 553, et le ratio élève-enseignant en moyenne 24.

### Santé
Jusqu'en 2003, l'Wakatobi Regency n'a pas établi un hôpital général. Il y avait, cependant, 7 Puskesmas (Centre de santé communautaire), 12 Puskesmas pembantu (santé communautaire sous-centre), 5 médecins, 2 diplômés de la santé publique, 85 paramédicaux, et 9 assistants paramédicaux.

### Religion
En 2003, le Wakatobi Regency avait 112 mosquées et 22 Mushollah. Il n'avait, cependant, aucune église, temple hindou, ni temple bouddhiste. Cela démontre que les gens Wakatobi professent la religion islamique.

## Économie
Le produit brut régional national (GRDP) de Wakatobi est mesuré sur la base des prix en vigueur en 2003 qui équivalaient à Rp 179,774,04, - millions, légèrement supérieur à la GRD enregistré l'année précédente, pour un montant de Rp 160,473.67 - millions. Sur la base des prix en vigueur à l'époque, l'GRDP par habitant de Wakatobi Regency en 2002 était Rp 1,833,775.23 GRDP et a augmenté à Rp 2,026,993.35 en 2003, soit une augmentation de 10,54 pour cent.

## Divisions administratives
1. District de Binongko
2. District de Kaledupa
3. District de Kaledupa-Sud
4. District du Togo Binongko
5. District de Tomia
6. District du Tomia Oriental
7. District de Wangi-Wangi
8. District de Wangi-Wangi Sud

### Villages etkelurahan
Il y a 45 desa (villages) et 16 kelurahan (villages urbains) à Wakatobi. Sur les 61 villages-sous-districts en 2003, 10 villages ont atteint l'autosuffisance (15,63 pour cent), 16 villages indépendants (25,00 pour cent), et 38 d'auto-assistance villages (59,38 pour cent).

### Assemblée de Wakatobi en 2004
Les élections régionales de sièges à l'assemblée locale en 2004 ont abouti à la répartition des sièges suivante sur la base du parti électoral et circonscription : le Golkar a obtenu le plus de sièges, soit 4, suivi du PBB (Crescent Star Party), PPP (Parti uni pour le développement), PAN (Parti du mandat national), PNBK (Liberté Bull Parti national), PBR (Réforme Star Party) et PDIP (Parti démocratique indonésien de lutte) qui a gagné 2 sièges , tandis que Merdeka (liberté), PKB (Parti du réveil national), Pancasila Patriot Party et PD (Parti démocrate) avait un siège chacun au parlement de 20 sièges.

### Membres de Maison Locale de représentation de Wakatobi pour la période 2009-2014
1. Muhamad Ali, SP, M.Si (PDIP, Parti démocratique indonésien de lutte)
2. H. La India, S.Sos (PAN, Parti du mandat national)
3. H. Sairuddin La Aba (PNBKI, indonésien gens Bull Parti national)
4. Daryono Moane, S.Sos (PDIP, Parti démocratique indonésien de lutte)
5. Laode Mas'udin (PDIP, Parti démocratique indonésien de lutte)
6. Supardi (PDIP, Parti démocratique indonésien de lutte)
7. H. La Ode Arifudin, S.Sos (PDIP, Parti démocratique indonésien de lutte)
8. Haliadi Habirun (PAN, Parti du mandat national)
9. H. Sunaidi (PAN, Parti du mandat national)
10. Hasnun, S.Sos (PNBKI, indonésien gens Bull Parti national)
11. Muhammad Shawwal, S.T. (PNBKI, indonésien gens Bull Parti national)
12. Drs. H. Syafruddin (Golkar, parti du groupe fonctionnel)
13. Dra.H. Safia Wualo (Golkar, parti du groupe fonctionnel)
14. Sutomo Hadi, S.Sos (PBR, la réforme Star Party)
15. Zakaria, SH., M.H. (PBR, la réforme Star Party)
16. La Moane Sabara, S.Sos. (PD, Parti démocratique)
17. Subarudin Bau, S.Pd., M.Si. (PD, Parti démocratique)
18. Musdin, S. Pd., M.M. (PPD, Parti de l'union régionale)
19. Andi Hasan, S.Pd (PPD, Parti de l'union régionale)
20. Hj. Ernawati Rasyid (PPDI, démocratique indonésien Guard Party)
21. Haerudin Konde, S.T. (PKS, Prosperious Parti de la Justice)
22. H. Munsir (PKB, Parti du réveil national)
23. La Ke (Barnas Partie)
24. Hairudin Buton, S.Sos. (PPNUI, États-indonésienne Nahdatul Ummah Partie)
25. H. Sukiman (Hanura, la conscience des gens du Parti)